# کوشانشاهان
کوشانشهر (یا پادشاهی کوشانی-ساسانی) یک حکومت بود که توسط شاهنشاهی ساسانی در باختر در طول سده‌های ۳ و ۴ میلادی تأسیس شد. شاهنشاهی ساسانی استان‌های سغد, باختر و گنداره را از شاهنشاهی کوشان رو به زوال پس از یک سری جنگ‌ها در سال ۲۲۵ میلادی تصرف کرد. سپس فرمانداران محلی ساسانی عنوان کوشانشاه (KΟÞANΟ ÞAΟ یا کوشانو شائو در زبان باختری) یا "شاه کوشان" را گرفتند و سکه ضرب کردند. آنها گاهی اوقات به عنوان تشکیل یک "زیر-پادشاهی" در داخل شاهنشاهی ساسانی در نظر گرفته می‌شوند.
این اداره تا سال ۳۶۰–۳۷۰ ادامه داشت, هنگامی که کوشانو-ساسانیان بیشتر قلمروهای خود را به کیداریان مهاجم از دست دادند. بقیه در شاهنشاهی ساسانی ادغام شد. بعداً، کیداریان به نوبه خود توسط هپتالیان آواره شدند.
کوشانشاهان عمدتاً از طریق سکه‌های خود شناخته می‌شوند. سکه‌های آنها در کابل, بلخ, هرات و مرو ضرب می‌شد که گستره قلمرو آنها را نشان می‌دهد.
قیام هرمز یکم کوشانشاه (۲۷۷–۲۸۶ میلادی) که سکه‌هایی با عنوان کوشانشاهنشاه ("شاه شاهان کوشان") صادر کرد، به نظر می‌رسد علیه امپراتور معاصر بهرام دوم (۲۷۶–۲۹۳ میلادی) از شاهنشاهی ساسانی رخ داده است، اما شکست خورد.

## تاریخ

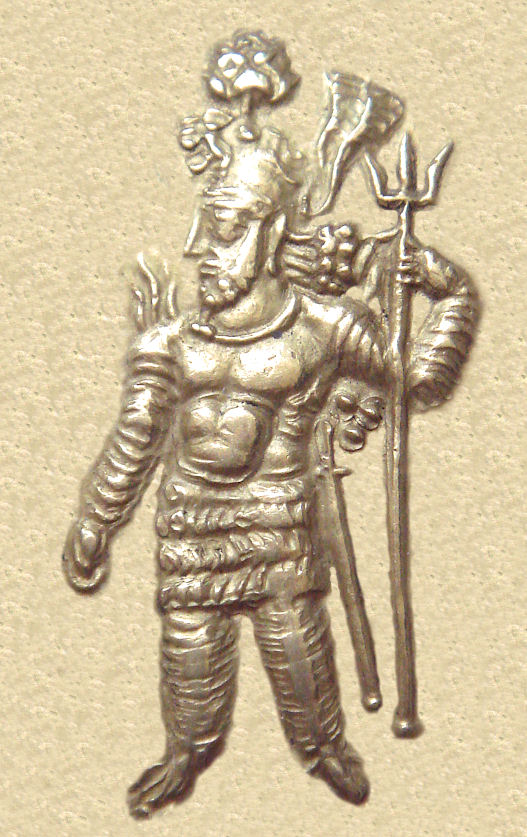
تصویر حاکم کوشانو-ساسانی هرمز یکم کوشانشاه (ح. ۲۷۷-۲۸۶ میلادی) به سبک شاهنشاهی کوشان.

ساسانیان، اندکی پس از پیروزی بر اشکانیان، در زمان سلطنت اردشیر یکم در حدود سال ۲۳۰ میلادی، تسلط خود را به باختر گسترش دادند، سپس بیشتر به بخش‌های شرقی امپراتوری خود در غرب پاکستان در زمان سلطنت پسرش شاپور یکم (۲۴۰–۲۷۰). بنابراین کوشان‌ها قلمرو غربی خود (از جمله باختر و گنداره) را به حاکمیت اشراف ساسانی به نام کوشانشاهان یا "شاهان کوشان" از دست دادند. به نظر می‌رسد دورترین حد کوشانو-ساسانیان به سمت شرق، گنداره بوده است و ظاهراً از رود سند عبور نکرده‌اند، زیرا تقریباً هیچ یک از سکه‌های آنها در شهر تکسیلا در آن سوی سند یافت نشده است.
به نظر می‌رسد کوشانو-ساسانیان تحت هرمز یکم کوشانشاه شورشی را علیه امپراتور معاصر بهرام دوم (۲۷۶-۲۹۳ میلادی) از شاهنشاهی ساسانی رهبری کرده‌اند، اما شکست خوردند. طبق Panegyrici Latini (سده‌های ۳-۴ میلادی)، شورشی از سوی یک اورمیس (اورمیسداس) علیه برادرش بهرام دوم وجود داشته است و اورمیس توسط مردم ساکسیس (سیستان) حمایت می‌شد. هرمز یکم کوشانشاه سکه‌هایی با عنوان کوشانشاهنشاه ("شاه شاهان کوشان") صادر کرد, احتمالاً در مخالفت با حکومت شاهنشاهی ساسانی.
در حدود سال ۳۲۵، شاپور دوم مستقیماً مسئول بخش جنوبی قلمرو بود، در حالی که در شمال کوشانشاهان حکومت خود را حفظ کردند. یافته‌های مهم سکه‌های ساسانی در آن سوی سند در شهر تکسیلا فقط با سلطنت شاپور دوم (ح. ۳۰۹-۳۷۹) و شاپور سوم (ح. ۳۸۳-۳۸۸) آغاز می‌شود، که نشان می‌دهد گسترش کنترل ساسانیان فراتر از سند نتیجه جنگ‌های شاپور دوم "با خیون‌ها و کوشان‌ها" در سال ۳۵۰-۳۵۸ بود که توسط آمیانوس مارسلینوس شرح داده شده است. آنها احتمالاً تا ظهور کیداریان تحت فرمانروایی آنها کیدارا کنترل را حفظ کردند.
به دنبال زوال کوشان‌ها و شکست آنها توسط کوشانو-ساسانیان و ساسانیان، ظهور کیداریان و سپس هپتالیان (هون‌های آلچون) که به نوبه خود باختر و گنداره را فتح کردند و تا مرکز هند پیش رفتند، رخ داد. آنها بعداً توسط ترک شاهی و سپس هندو شاهی دنبال شدند، تا ورود مسلمانان به بخش‌های شمال غربی هند.

## تأثیرات مذهبی

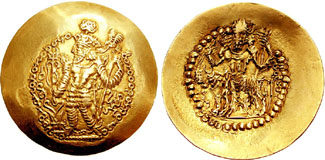
سکه آخرین حاکم کوشانو-ساسانی بهرام کوشانشاه (حدود ۳۵۰-۳۶۵ میلادی) به سبک شاهنشاهی کوشان.
رو: بهرام با کلاه مشخصه.
پشت: شیوا با ناندی به سبک کوشان.

سکه‌هایی که شیوا و ناندی را به تصویر می‌کشند، کشف شده‌اند که نشان‌دهنده نفوذ قوی شیویسم است. 
پیامبر مانی (۲۱۰–۲۷۶)، بنیانگذار مانویت، گسترش ساسانیان به شرق را دنبال کرد، که او را در معرض فرهنگ پر رونق بودایی گنداره قرار داد. گفته می‌شود که او از بامیان بازدید کرده است، جایی که چندین نقاشی مذهبی به او نسبت داده شده است و اعتقاد بر این است که مدتی در آنجا زندگی و تدریس کرده است. همچنین گفته می‌شود که او در سال ۲۴۰ یا ۲۴۱ به منطقه دره سند سفر کرده و یک پادشاه بودایی، توران شاه هند را گرویده است.
در آن مناسبت، به نظر می‌رسد که تأثیرات مختلف بودایی در مانویت نفوذ کرده است: "تأثیرات بودایی در شکل‌گیری اندیشه مذهبی مانی قابل توجه بود. تناسخ روح به یک باور مانوی تبدیل شد و ساختار چهاربخشی جامعه مانوی، تقسیم شده بین راهبان مرد و زن («برگزیدگان») و پیروان غیر روحانی («شنوندگان») که از آنها حمایت می‌کردند، به نظر می‌رسد بر اساس ساختار سنگها بودایی باشد".

## سکه
کوشانو-ساسانیان سکه‌های گسترده‌ای با افسانه در برهمایی, پهلوی یا باختری ایجاد کردند، که گاهی از سکه‌های کوشان الهام گرفته شده و گاهی آشکارا ساسانی است.
روی سکه معمولاً حاکم را با کلاه گیس مفصل و در پشت یا آتشکده یا شیوا با ناندی به تصویر می‌کشد.

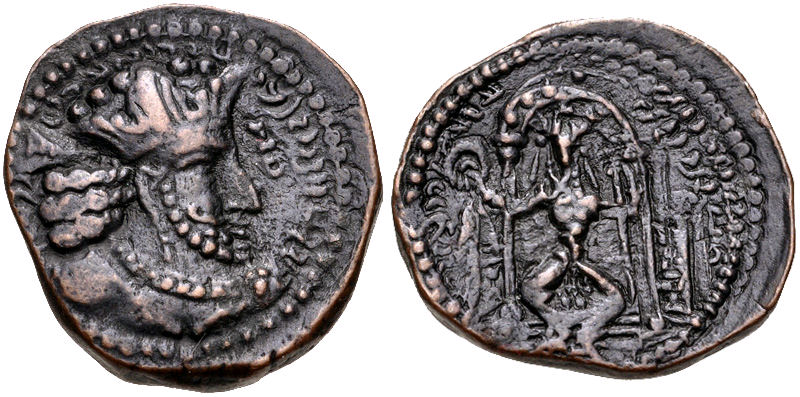
حاکم کوشانو-ساسانی اردشیر یکم کوشانشاه، حدود ۲۳۰-۲۵۰ میلادی. ضرابخانه مرو.
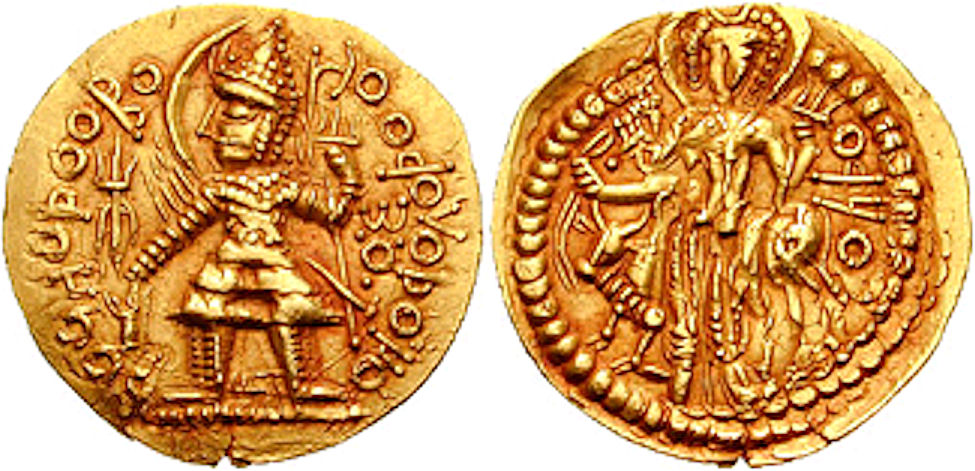
اردشیر یکم کوشانشاه به نام حاکم شاهنشاهی کوشان واسودوا یکم، حدود ۲۳۰-۲۴۵ میلادی.
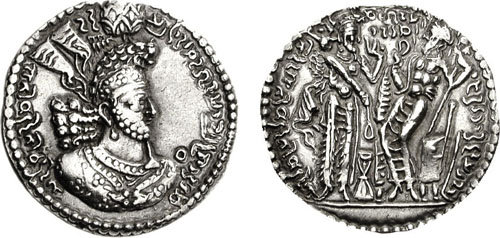
هرمز یکم کوشانشاه با ذکر مزدا و آناهیتا. ضرابخانه مرو.
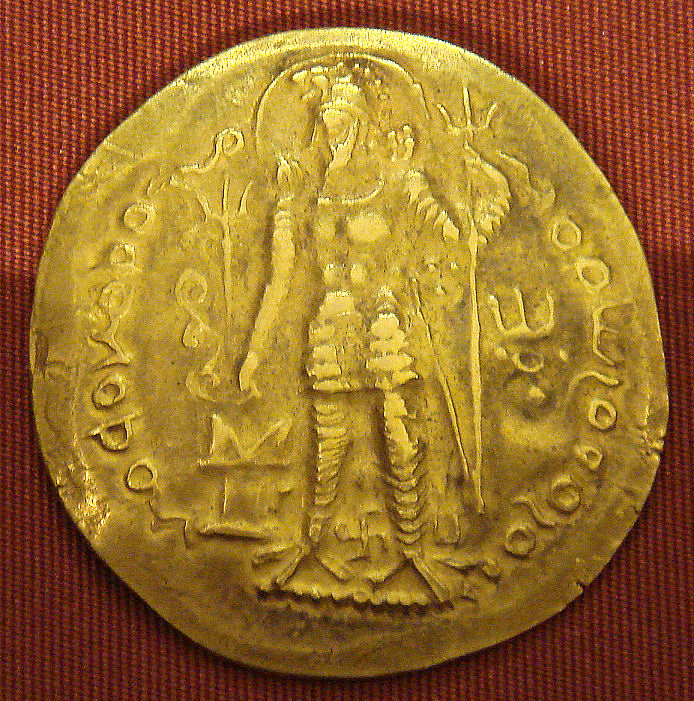
سکه هندو-ساسانی.
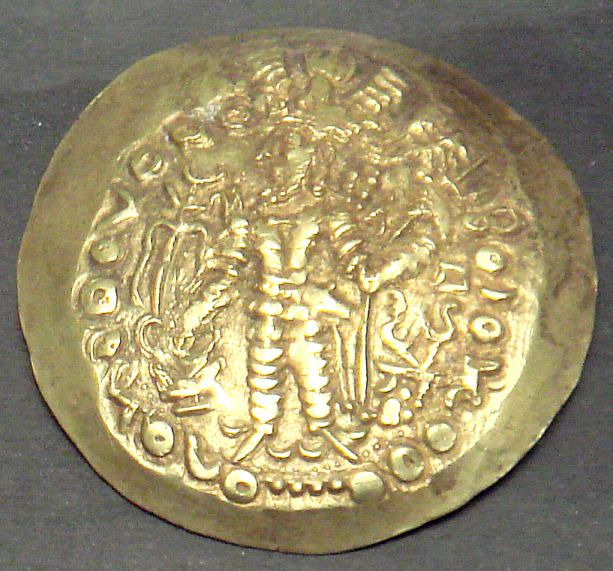
یک سکه طلای هندو-ساسانی.

## هنر کوشانو-ساسانی
هندو-ساسانیان کالاهایی مانند نقره و منسوجات را که امپراتوران ساسانی را در حال شکار یا اجرای عدالت به تصویر می‌کشید، تجارت می‌کردند.

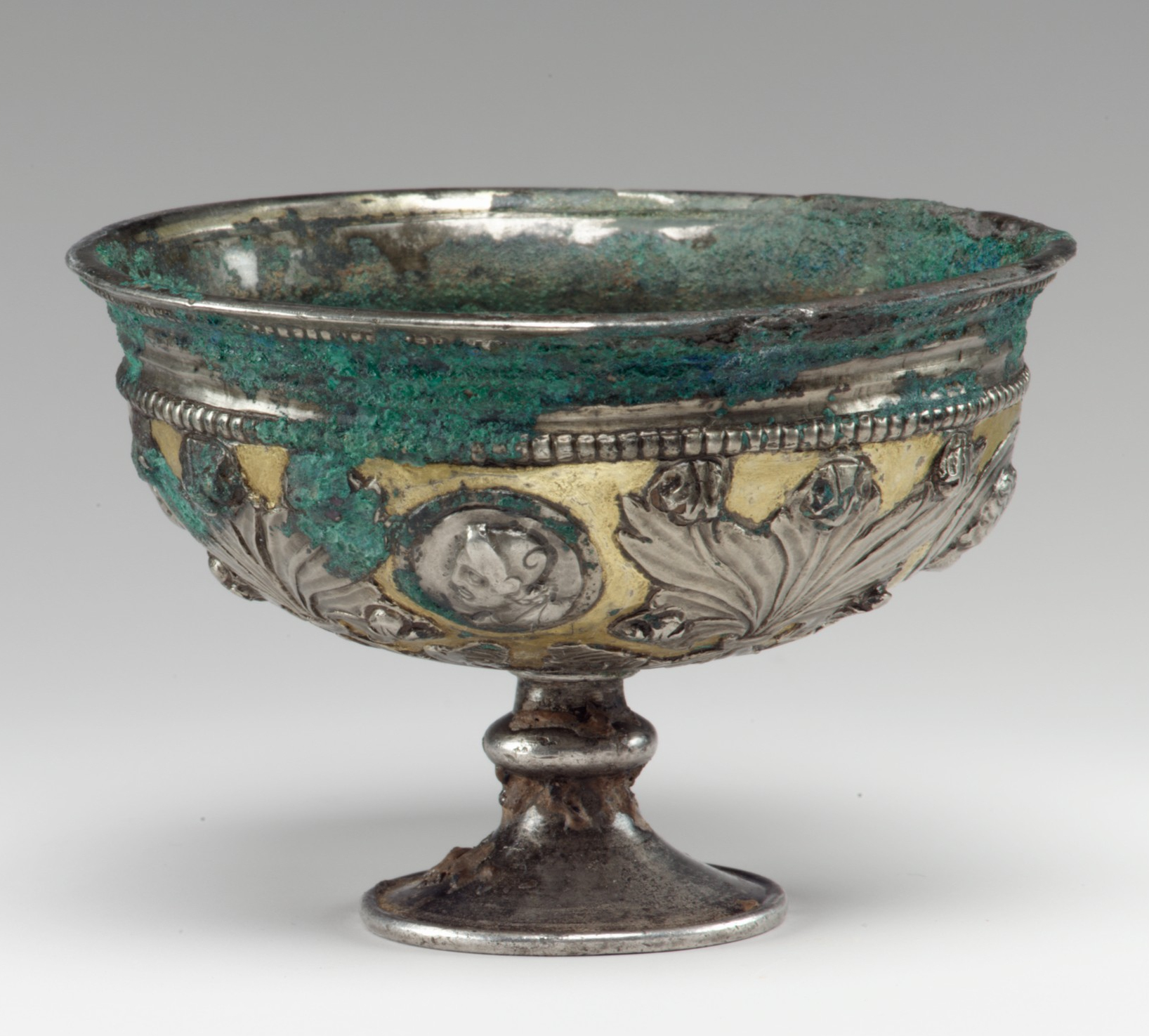
جام پایه‌دار کوشانو-ساسانی با مدالیون، سده‌های ۳-۴ میلادی، باختر، موزه هنر متروپولیتن.
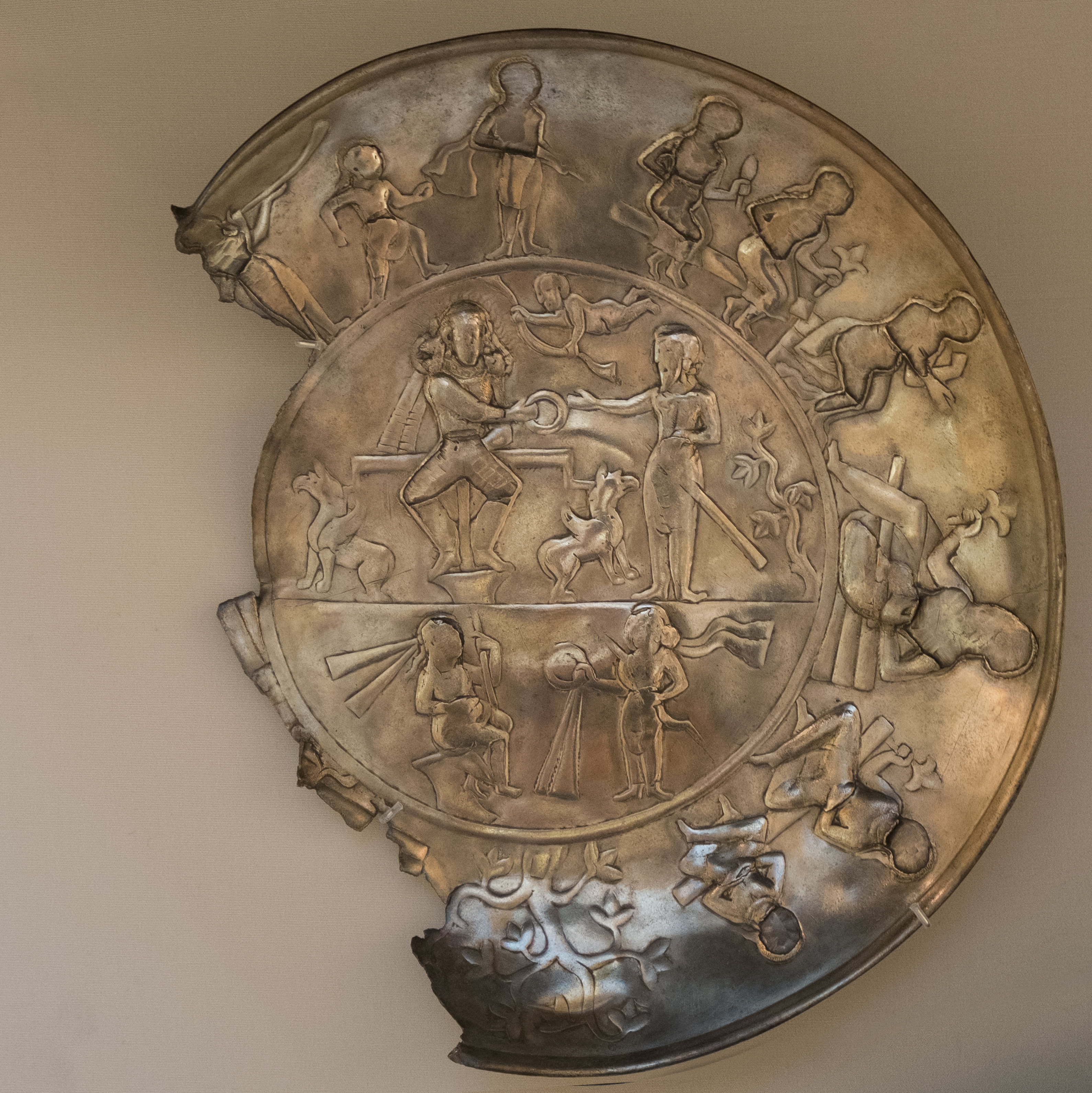
بشقاب احتمالی کوشانو-ساسانی، حفاری شده در راولپندی, پاکستان, ۳۵۰-۴۰۰ میلادی.[۱۲] موزه بریتانیا ۱۲۴۰۹۳.
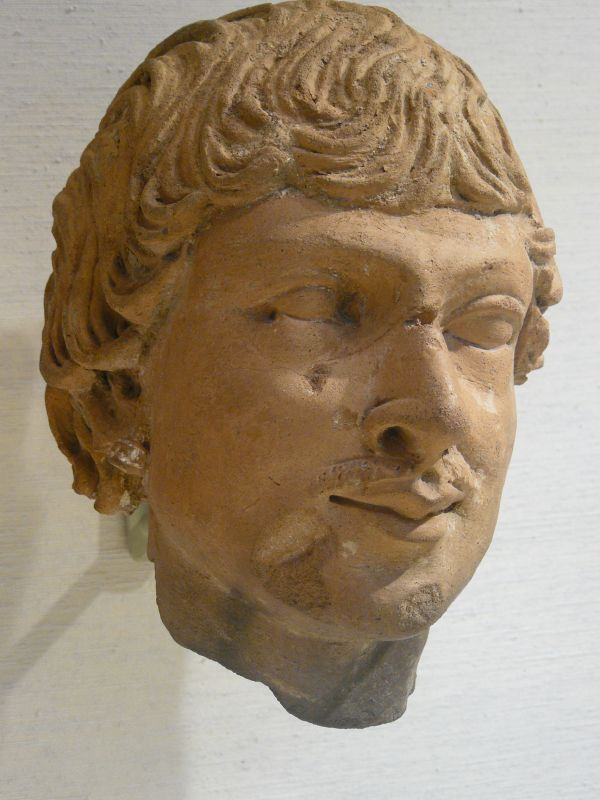
سر سفالی یک مرد، دوره کوشانو-ساسانی، منطقه گنداره، سده‌های ۴-۵ میلادی
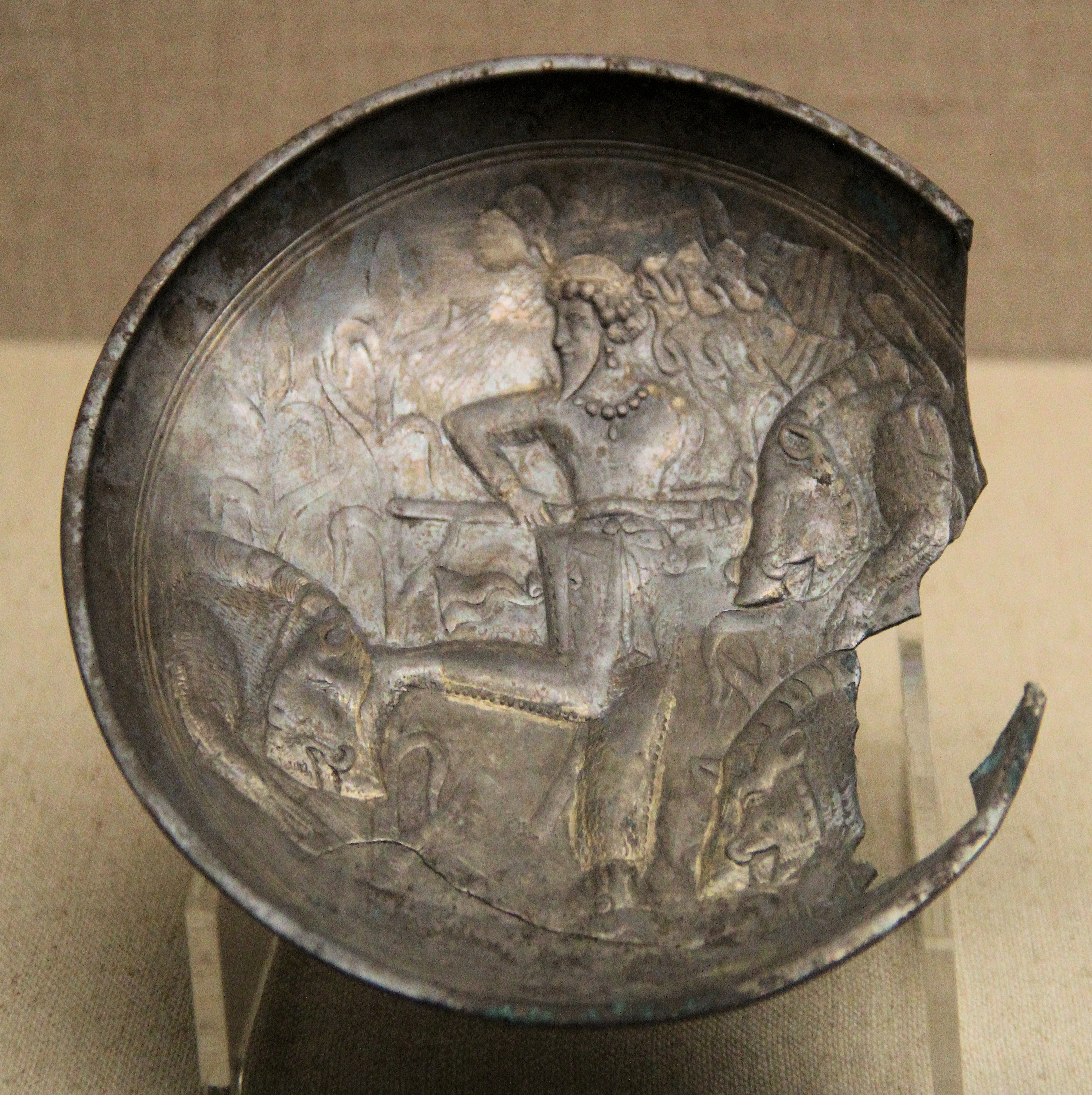
یک بشقاب نقره‌ای زراندود احتمالی کوشانو-ساسانی با صحنه شکار، یافت شده در آرامگاه فنگ هتو در سال ۵۰۴ میلادی در چین. موزه شانشی. تاریخ آن به سده‌های ۳-۴ میلادی برمی‌گردد و احتمالاً در شمال افغانستان ساخته شده است.

### تأثیرات هنری

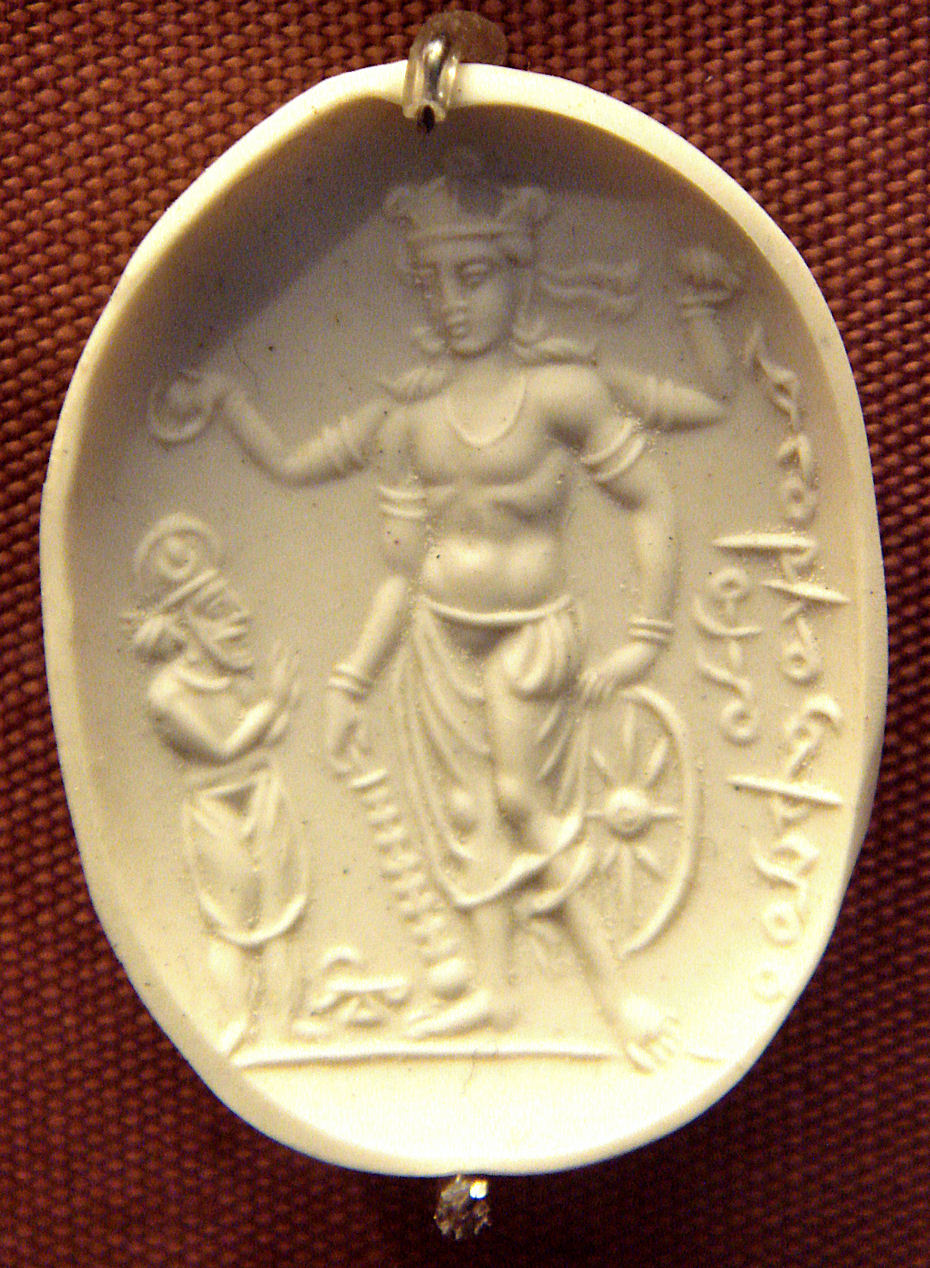
مهر نیکولو ویشنو: شاهزاده کوشانو-ساسانی یا کیداری در حال پرستش ویشنو یا واسودوا، با کتیبه باختری. یافت شده در خیبر پختونخوا, پاکستان. سده ۴ میلادی. موزه بریتانیا.

نمونه هنر ساسانی بر هنر کوشان تأثیرگذار بود و این تأثیر برای چندین سده در شمال غربی آسیای جنوبی فعال باقی ماند. بشقاب‌هایی که ظاهراً متعلق به هنر کوشانو-ساسانیان هستند نیز در آرامگاه‌های وی شمالی در چین یافت شده‌اند، مانند بشقابی که صحنه شکار گراز را به تصویر می‌کشد که در آرامگاه فنگ هتو در سال ۵۰۴ میلادی یافت شده است.

## حاکمان اصلی کوشان‌شهر
کوشان‌شهر زیر بودند:
- اردشیر یکم کوشانشاه (۲۳۰–۲۴۵)
- پیروز یکم کوشانشاه (۲۴۵–۲۷۵)
- هرمز یکم کوشانشاه (۲۷۵–۳۰۰)
- هرمز دوم کوشانشاه (۳۰۰–۳۰۳)
- پیروز دوم کوشانشاه (۳۰۳–۳۳۰)
- بهرام کوشانشاه (۳۳۰–۳۶۵)

## پیوندهای بیرونی
- سکه‌های کوشانو-ساسانیان